# Hadena abruzzensis
Hadena abruzzensis är en fjärilsart som beskrevs av Max Wilhelm Karl Draudt 1934. Hadena abruzzensis ingår i släktet Hadena och familjen nattflyn. Inga underarter finns listade i Catalogue of Life.